# Václav Felix
Václav Felix (født 29. marts 1928 i Prag, Tjekkiet, død 28. juli 2008) var en tjekkisk komponist, pianist, cellist, lærer og sekretær.
Felix studerede klaver og cello privat i sine unge år, men slog senere over i komposition. Han kom på Musikkonservatoriet i Prag og studerede hos bl.a. Pavel Bořkovec og Václav Dobiás.
Han har skrevet 5 symfonier, orkesterværker, kammermusik, operaer, vokalværker, korværker etc.
Felix underviste i komposition på musikfakultetet på Akademie múzických umění i Prag og var sekretær for den Tjekkiske Komponistforening.

## Udvalgte værker
- Symfoni nr. 1 (1974) - for kvindestemmer og orkester
- Symfoni nr. 2 (1981) - for orkester
- Symfoni nr. 3 (1986) - for blandet kor og orkester
- Symfoni nr. 4 "Højtidelig" (1987) - for orkester
- Symfoni nr. 5 (1987) - for kammerorkester